# Bundesstraße 90
Die Bundesstraße 90 (Abkürzung: B 90) ist eine Bundesstraße in Deutschland. Sie verbindet in Thüringen die A 71 im Westen über den Landkreis Saalfeld-Rudolstadt mit der A 9 im Osten. Dabei hat der rund 30 Kilometer lange westliche Abschnitt zwischen der A 71 und Rudolstadt die höhere Verkehrsbedeutung zur Anbindung der Region Saalfeld/Rudolstadt nach Erfurt. Dieser Abschnitt wurde 2017 zur Bundesstraße heraufgestuft, nachdem eine etwa 14 Kilometer lange Neubaustrecke zur Umgehung Stadtilms in Betrieb genommen wurde. Im Raum Saalfeld/Rudolstadt selbst ist die B 90 auf etwa 22 Kilometern durch die Bundesstraße 85 unterbrochen. Der rund 45 Kilometer lange östliche Abschnitt dient im Wesentlichen dem lokalen Verkehr und beginnt in Hockeroda, verläuft anschließend durch das Thüringer Schiefergebirge über Leutenberg, Wurzbach und Bad Lobenstein und endet in Gefell, wo die B 90 nach Kreuzung der A 9 in die B 2 übergeht.

## Verlauf

### Neubau- und Ausbauabschnitt A71 – Rudolstadt
Im Bundesverkehrswegeplan 2003 war als vordringlicher Bedarf vorgesehen, die B 90 über Saalfeld–Rudolstadt–Griesheim zur A 71 zu verlängern. Dadurch wurde insbesondere die Anbindung des Bereichs um Saalfeld und Rudolstadt in Richtung Erfurt einerseits und in Richtung Suhl/Schweinfurt andererseits verbessert. Die bisherige L 1048 zwischen Rudolstadt und Nahwinden wurde hierfür ausgebaut (mit der Ortsumfahrung Schaala mit dem Pörzbergtunnel und weiteren Ortsumfahrungen für Eichfeld und Lichstedt). Vor Nahwinden zweigt die Neubautrasse links von der L 1048 ab und führt dann südlich an Kleinliebringen und Geilsdorf, wo ein Anschluss zur L 1114 Richtung Singen und Rottenbach besteht, vorbei. Anschließend wird die Trasse der alten L 1114 bis an die Bundesstraße 87 bei Oberilm genutzt, die Ilm überquert und die Straße nördlich an Griesheim und Traßdorf (dort Anschluss an die L 1047 Richtung Arnstadt und Gehren) vorbei zur A 71 geführt, wo sie am Sandberg eine neue Autobahn-Anschlussstelle erhielt.
Nach der Fertigstellung der Gesamtstrecke 2017 wurde diese zur B 90 heraufgestuft. Entlastet wurden durch den Neubau insbesondere die Ortsdurchfahrt von Stadtilm mit einer Steilrampe am südlichen Ortsausgang, welche nach Eröffnung der Neubaustrecke zurückgebaut werden soll, sowie die Ortsdurchfahrten von Marlishausen und Nahwinden im Zuge der L 1048. Außerdem verlagerte sich auch etwas Verkehr von der parallel südlich verlaufenden Bundesstraße 88, sodass auch die Ortsdurchfahrten von Bad Blankenburg, Königsee, Gehren und einigen kleineren Dörfern entlang der B 88 entlastet wurden. So hat sich auch die Fahrzeit von Ilmenau nach Rudolstadt über die B 90 etwas verkürzt im Vergleich zur alten Verbindung über die B 88 mit ihren zahlreichen Ortsdurchfahrten. Nicht zuletzt wird auch die B 87 zwischen Oberilm und Ilmenau entlastet, wovon die Ortsdurchfahrten in Griesheim und Bücheloh profitieren.
Der Baubeginn für die B 90n war am 8. August 2013. Das Investitionsvolumen lag bei 52,5 Mio. Euro; größtes Einzelbauwerk ist die 600 Meter lange Ilmtalbrücke Griesheim. Die Länge der Neubaustrecke beträgt 14 Kilometer, die der zur Aufstufung vorgesehenen Bestandsstrecke 13 Kilometer, sodass sich für die B 90 von Rudolstadt bis an die A 71 eine Gesamtlänge von 27 Kilometern ergibt. Die Neubaustrecke wurde am 20. Dezember 2017 freigegeben.

### Hockeroda – Gefell
Der zweite Abschnitt der B 90 zweigt in Hockeroda südlich von Saalfeld von der im Loquitztal verlaufenden Bundesstraße 85 ab. Anschließend folgt die Straße dem engen Sormitztal über Leutenberg bis nach Wurzbach. Anschließend wird ein Höhenrücken überquert, ehe in östlicher Richtung das im Tal der Lemnitz gelegene Bad Lobenstein erreicht wird. Im Zuge der östlichen Ortsumgehung Bad Lobensteins hat das Land Thüringen die Landesstraßen 1095 und 1099 ausgebaut, sodass diese Parallelstrecke zwischen Leutenberg und Bad Lobenstein nicht nur schneller ist als die alte Strecke der B 90, sondern auch vier Kilometer oder 20 % kürzer. Deshalb verläuft ein Großteil des Verkehrs nun über die neue Landesstraße auf der Hochfläche anstelle der B 90 im engen Sormitztal, die 2010 im Bereich zwischen Wurzbach und Zschachenmühle nur von 700 Fahrzeugen pro Tag genutzt wurde und damit einen der am wenigsten genutzten Bundesstraßenabschnitte in Deutschland darstellte. Es ist nicht bekannt, ob der Bund die Widmung als B 90 entsprechend von der alten auf die neue Trasse verlegen wird.
Östlich von Bad Lobenstein führt die B 90 hinab ins Saaletal, das bei Saaldorf in Form der Bleilochtalsperre mit einer längeren Brücke überquert wird. Es folgt ein steiler Anstieg hinauf auf das Plateau des Vogtlandes bis nach Frössen. Ein Ausbau der Steilrampe ist zukünftig geplant, um die Erreichbarkeit der nahen Bundesautobahn 9 für den LKW-Verkehr zu verbessern. Im Bereich der folgenden Anschlussstelle Bad Lobenstein der A 9 zwischen Frössen und Blintendorf wurde die B 90 nach der Wiedervereinigung bereits neu trassiert und erhielt Ortsumgehungen sowie eine 344 Meter lange Talbrücke über den Lehestenbach. Als letzter Ort wird Gefell erreicht, wo die B 90 in die Bundesstraße 2 nach Hof übergeht. Eine Ortsumgehung als Ersatz für die verwinkelte Stadtdurchfahrt war im Bundesverkehrswegeplan 2003 geplant, wurde jedoch im folgenden Bundesverkehrswegeplan 2030 aufgrund des vergleichsweise geringen Verkehrsaufkommens im Bereich gestrichen.

## Geschichte
Bis in die 1950er Jahre führte die Straße (damals noch Reichsstraße 90, später Fernverkehrsstraße 90 genannt) von Gefell aus zusammen mit der jetzigen B 2 weiter nach Hof (Saale). In Hof schwenkte sie nach Osten und erreichte als B 90 über Rehau die böhmische Grenze bei Asch (Aš). Auf tschechischem Gebiet führte die Straße nach Eger (Cheb).
2017 wurde die ehemalige L 1048 zwischen Nahwinden und Rudolstadt zur B 90 heraufgestuft, gleichzeitig ging westlich eine Neubaustrecke zwischen der A 71 und Nahwinden in Betrieb.